# Johannes Tuchel
Johannes Tuchel (* 20. Dezember 1957 in Hamburg) ist ein deutscher Politikwissenschaftler und Leiter der Gedenkstätte Deutscher Widerstand in Berlin sowie Geschäftsführer der Trägerstiftung. In dieser Eigenschaft ist er auch für die Gedenkstätte Plötzensee, die Gedenkstätte Stille Helden und das Museum Blindenwerkstatt Otto Weidt verantwortlich.

## Leben
Tuchel studierte von 1977 bis 1981 Politikwissenschaft an der Universität Hamburg und der Freien Universität Berlin. 1989 wurde er an der FU Berlin im Fachbereich Politische Wissenschaft zum Dr. phil. promoviert. Seine Dissertation Konzentrationslager. Organisationsgeschichte und Funktion der ‚Inspektion der Konzentrationslager‘ 1934–1938 ist ein Standardwerk zur Organisationsgeschichte der Konzentrationslager. Sein Doktorvater war Klaus Megerle.
Von 1983 bis 1987 war er wissenschaftlicher Mitarbeiter der Gedenkstätte Deutscher Widerstand. Von 1988 bis 1991 war er Mitarbeiter im Referat Gedenkstätten der Senatskanzlei des Landes Berlin. Seit 1991 ist er Leiter der Gedenkstätte Deutscher Widerstand Berlins sowie Geschäftsführer der zugehörigen Stiftung und der angeschlossenen Gedenkstätten und Ausstellungen. Seit 1992 war er zunächst Lehrbeauftragter, ab 2001 Privatdozent und zwischen 2008 und 2022 Professor am Otto-Suhr-Institut des Fachbereichs Politik- und Sozialwissenschaften  der FU Berlin sowie zwischen 2009 und 2023 am Touro College Berlin, wo er im Studiengang Holocaust Communication and Tolerance unterrichtete.
Tuchel veröffentlichte als Autor und Herausgeber zahlreiche Werke zum Widerstand gegen den Nationalsozialismus und dem Konzentrationslagersystem.

## Ehrenamtliches Engagement
- Johannes Tuchel ist Vorstandsmitglied der Vereinigung Gegen Vergessen – Für Demokratie und Vorstandsmitglied der Inge Deutschkron Stiftung.

## Publikationen (Auswahl)
Monografien
- Herrschaftssicherung und Terror. Zu Funktion und Wirkung nationalsozialistischer Konzentrationslager 1933 und 1934. FU, Berlin 1983 (= Occasional Papers. Bd. 7).
- „Kein Recht auf Leben“. Beitrag und Dokumente zur Entrechtung und Vernichtung „lebensunwerten Lebens“ im Nationalsozialismus. WAV, Berlin 1984, ISBN 3-88840-221-2.
- Zentrale des Terrors. Prinz-Albrecht-Str. 8, das Hauptquartier der Gestapo. Siedler-Verlag, Berlin 1987, ISBN 3-88680-267-1 (zusammen mit Reinold Schattenfroh).
- Konzentrationslager. Organisationsgeschichte und Funktion der „Inspektion der Konzentrationslager“ 1934–1938. Verlag Boldt, Boppard am Rhein 1991, ISBN 3-7646-1902-3 (zugl. Dissertation, FU Berlin).
- Am Großen Wannsee 56–58. Von der Villa Minoux zum Haus der Wannsee-Konferenz. Edition Hentrich, Berlin 1992, ISBN 3-89468-026-1.
- Die Inspektion der Konzentrationslager 1938–1945. Das System des Terrors. Edition Hentrich, Berlin 1994, ISBN 3-89468-158-6.
- Columbia-Haus. Berliner Konzentrationslager 1933–1936. Edition Hentrich, Berlin 1991, ISBN 3-926175-96-6 (zusammen mit Kurt Schilde anlässlich der geplanten Errichtung eines Mahnmals zur Erinnerung an die Geschichte des Gefängnisses und Konzentrationslagers Columbia-Haus).
- Neues von der „Weißen Rose“? Kritische Überlegungen zu Detlef Bald, „Die Weiße Rose. Von der Front in den Widerstand“. Otto-Suhr-Institut, Berlin 2003, ISBN 3-929532-11-5.
- Georg Elser. be.bra wissenschaft, Berlin 2009, ISBN 978-3-937233-53-6 (zusammen mit Peter Steinbach).
- „… und ihrer alle wartete der Strick.“ Das Zellengefängnis Lehrter Straße 3 nach dem 20. Juli 1944. Lukas Verlag, Berlin 2014, ISBN 978-3-86732-178-5.
- Der 20. Juli 1944 im »Führerhauptquartier Wolfschanze«. Lukas Verlag, Berlin 2021, ISBN 978-3-86732-342-0 (zusammen mit Uwe Neumärker).
- „… wenn man bedenkt, wie jung wir sind, so kann man nicht an den Tod glauben.“ Liane Berkowitz, Friedrich Rehmer und die Widerstandsaktionen der Berliner Roten Kapelle. Lukas Verlag, Berlin 2022, ISBN 978-3-86732-302-4.
- Der 20. Juli 1944 in Berlin. Lukas Verlag, Berlin 2024, ISBN 978-3-86732-463-2 (zusammen mit Christin Sandow).

Herausgeberschaften
- Die Rote Kapelle im Widerstand gegen Hitler (= Schriften der Gedenkstätte Deutscher Widerstand. A, Bd. 1). Edition Hentrich, Berlin 1992, ISBN 3-89468-110-1 (zusammen mit Jürgen Danyel und Hans Coppi junior).
- Lexikon des Widerstandes 1933–1945. Beck, München 1998, ISBN 978-3-406-43861-5 (zusammen mit Peter Steinbach).
- Krieg im Äther. Widerstand und Spionage im Zweiten Weltkrieg. Picus Verlag, Wien 2004, ISBN 3-85452-470-6 (zusammen mit Hans Schafranek).
- Der vergessene Widerstand. Zu Realgeschichte und Wahrnehmung des Kampfes gegen die NS-Diktatur (= Dachauer Symposien zur Zeitgeschichte. Bd. 5). Wallstein-Verlag, Göttingen 2005, ISBN 978-3-89244-943-0 (Auszug).

Aufsätze
- Das Ende der Legenden. Die Rote Kapelle im Widerstand gegen den Nationalsozialismus. In: Gerd R. Ueberschär (Hrsg.): Der 20. Juli 1944. Bewertung und Rezeption des deutschen Widerstandes gegen das NS-Regime. Bund Verlag, Köln 1994, ISBN 978-3-7663-2370-5, S. 277–290.
- Zwischen kriminalistischer Recherche und brutaler Folter. Zur Geschichte der Gestapo-Sonderkommission „Rote Kapelle“. In: Gerhard Paul, Klaus-Michael Mallmann (Hrsg.): Die Gestapo. Mythos und Realität. Wissenschaftliche Buchgesellschaft, Darmstadt 1995, ISBN 978-3-89678-482-7, S. 373–387.
- Vor dem „Volksgerichtshof“. Schauprozesse vor laufender Kamera. In: Gerhard Paul (Hrsg.): Das Jahrhundert der Bilder 1900–1945. Vandenhoeck und Ruprecht, Göttingen 2009, ISBN 978-3-525-30011-4, S. 648–657.
- Die Verfahren vor dem „Volksgerichtshof“ nach dem 20. Juli 1944. In: Manuel Becker, Christoph Studt (Hrsg.): Der Umgang des Dritten Reiches mit den Feinden des Regimes. LIT Verlag, Münster 2010, ISBN 978-3-643-10525-7, S. 131–146.
- Radikalisierung und Formen des nationalsozialistischen Terrors in Berlin. In: Stiftung Topographie des Terrors (Hrsg.): Berlin 1933–1945. Zwischen Propaganda und Terror. Stiftung Topographie des Terrors, Berlin 2010, ISBN 978-3-941772-02-1, S. 207–215.
- Gestapo, Volksgerichtshof und Auswärtiges Amt nach dem 20. Juli 1944. In: Michael Wala, Jan Erik Schulte (Hrsg.): Widerstand und Auswärtiges Amt. Diplomaten gegen Hitler. Siedler, München 2013, ISBN 978-3-8275-0015-1, S. 181–195.